# 로이커바트
로이커바트(독일어: Leukerbad, 프랑스어: Loèche -les-Bains, 발저 독일어 : Leiggerbad, 현지에서는 Baadu로 알려져 있음)는 스위스 발레주의 로이크 지역에 있는 자치체이다.

## 역사
로이커바드의 이야기는 기원전 4세기로 거슬러 올라가는 무덤과 도자기가 로이커바트에 사람이 거주했음을 증명했다. 5세기부터 발레주와 베른주 사이의 독특한 연결 고리인 겜미 고개가 사용되었다.
1229년에 로이커바트가 처음에는 "Boez"라고 언급되었다. 그 당시 현지에서 프랑스어가 사용 언어였다.
1315년에 지자체가 독립했고, 로이커바트에 대해 알려진 가장 오래된 문서에는 이미 목욕탕이 나와 있다.
1501년 주교이자 추기경이었던 마테우스 쉬너는 목욕에 대한 권리를 얻었고, 방문하는 동안 헬스 리조트에 대해 높이 평가했다. 열 관광이 발전했다. 그때까지 독일어(발저 독일어, 발저족의 이주에 의해 도입됨)가 현지에서 사용된다.
16세기와 18세기 사이에 몇 차례의 주요 눈사태가 마을을 강타했지만, 주민들은 매번 마을을 재건했다.
스위스 관광의 초기 역사 동안 이자벨 드 샤리에르 (1776 및 1777), 요한 볼프강 폰 괴테 (1779), 기 드 모파상 (1877) 및 마크 트웨인 (1878)을 비롯한 많은 저명한 손님이 로이커바트를 방문했다.
1908년에 "로커바트 전철"(Chemin de Fer Electric Leukerbad)이라는 회사가 설립되었지만, 도로가 빠르게 마을 접근을 지배했고, 기차는 1967년에 멈췄다. 겜미 고개 정상으로 가는 케이블카는 1957년에 건설되었으며, 토렌트 알프스로 향하는 케이블카는 1970-72년에 건설되었다.
1980년대부터 오토 G. 로레탄 의장이 이끄는 지자체는 기반 시설에 막대한 투자를 시작했다. 1980년에 지역 사회의 온천 센터인 더 부르커바트(The Burgerbad)가 문을 열었다. 스포츠 센터는 1990년에, 열 센터 알펜테르메(Alpentherme)는 1993년에 이어졌다.
1998년에 로이커바트는 현재 스위스에서 가장 긴 다우벤호른의 "고정 로프 등반"(Via ferrata/Klettersteig) 루트를 처음으로 제안했다.
1998년까지 지자체는 CHF 3억 4,600만(주민당 CHF 200,000)의 부채를 축적했으며, 스위스 역사상 최초의 지자체로서 파산 신청을 해야 했다. 그 결과 1998년부터 2004년까지 로이커바트가 주정부에 속하게 되었다. 로레탄 전 대통령은 2004년 8월 사기 혐의로 5년형을 선고받았다.

## 지리

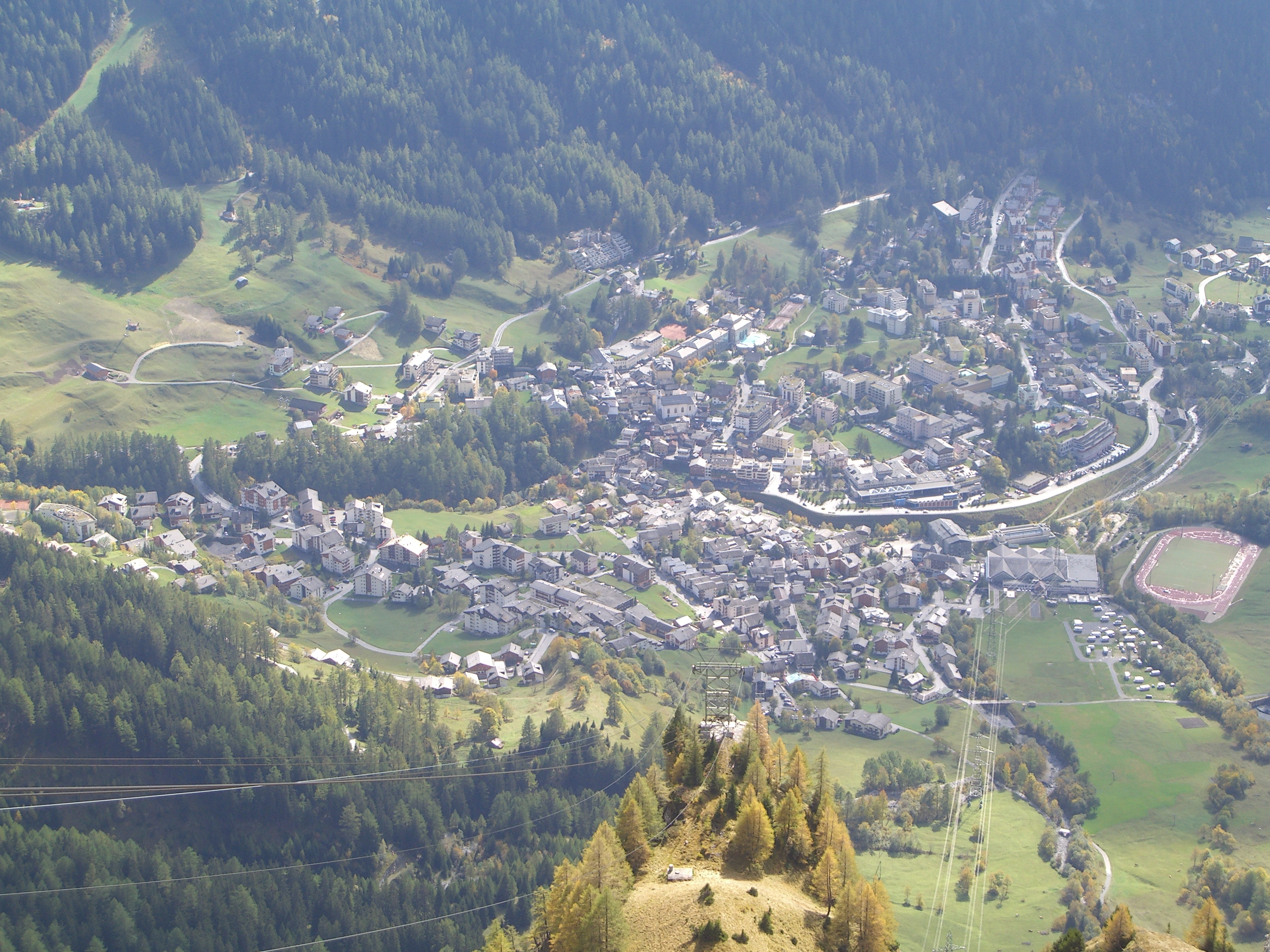
로이커바트 공중뷰

로이커바트의 면적은 2009년 기준으로 67.2k㎡이다. 이 면적 중 9.52k㎡ (14.2%가 농업 목적으로 사용되는 반면 5.99km2 (8.9%는 산림이다. 나머지 토지 중 0.91k㎡ (1.4%가 정착(건물 또는 도로), 1.32k㎡ (2.0%가 강 또는 호수이며, 49.47k㎡ (73.6%는 비생산적인 토지이다.
건설 면적 중 주택과 건물이 0.8%, 교통 기반 시설이 0.3%를 차지했다. 산림면적 중 6.2%는 산림이 우거져 있고 1.7%는 과수원이나 작은 나무 군락으로 덮여 있다. 농경지 중 0.0%는 작물 재배에 사용되며, 2.6%는 목초지, 11.6%는 고산 목초지에 사용된다. 시정촌의 물 중 1.1%는 호수에 있고 0.9%는 강과 시내에 있다. 비생산적인 지역 중 9.0%는 비생산적인 초목, 53.8%는 초목이 자라기에는 너무 암석이 많은 지역, 10.8%는 빙하로 덮여 있다.
로이커바트는 스위스 남부 발레주의 해발 1,411m에 위치하고, 있다. 위치는 로이커바트를 둘러싼 절벽 때문에 매우 인상적이다.
동쪽으로는 해발 2,942m의 다우벤호른(Daubenhorn)이 있다. 북쪽으로 겜미 고개(2,322m)와 발름호른(3,698m); 서쪽으로 토렌트호른(2,998m)이 자리를 잡고 있다.
로이커바트로 이어지는 길은 남쪽에서 한적한 계곡과 론 계곡의 로이크 마을로 들어온다.

### 겜미고개

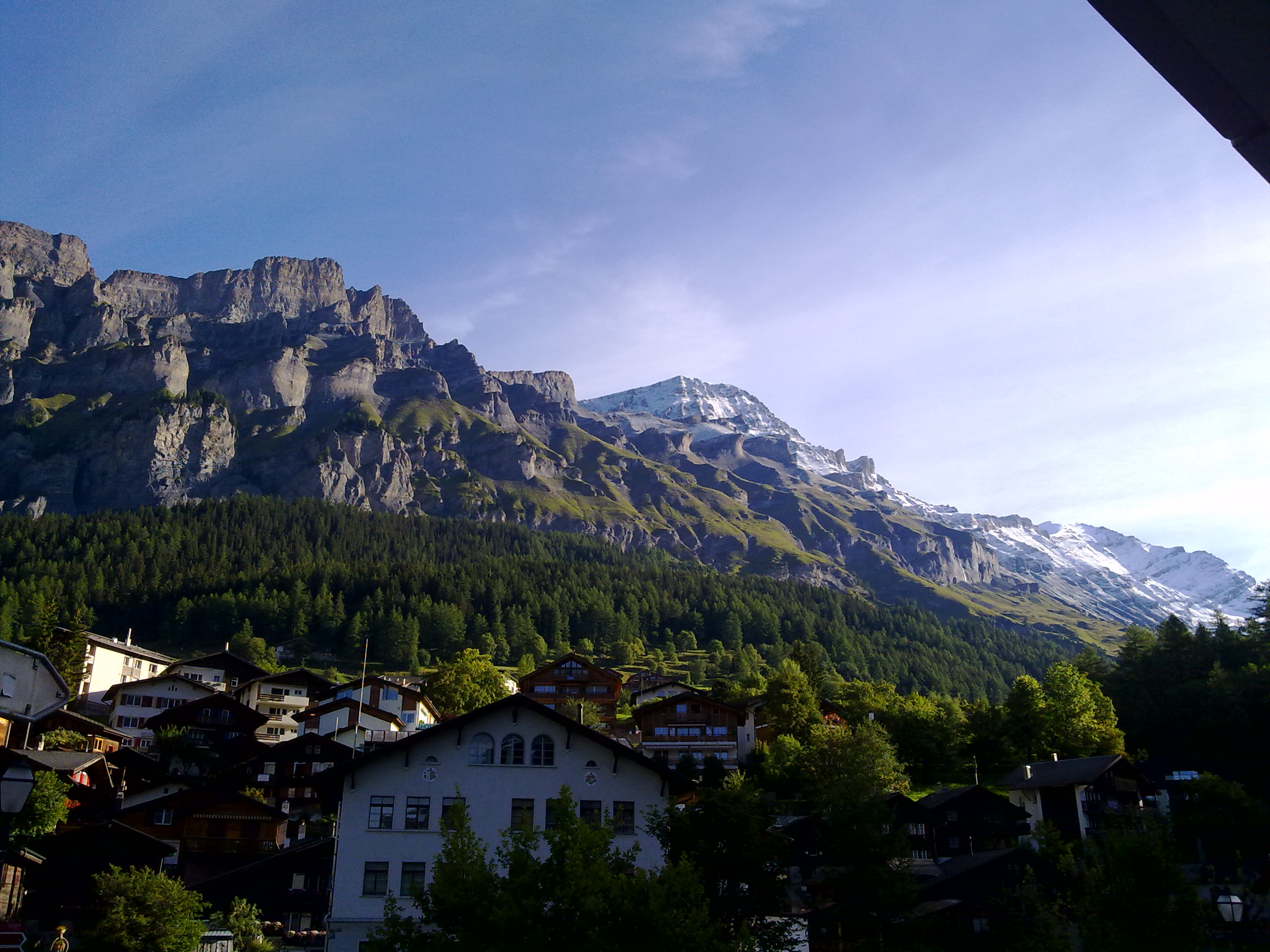
린더호른 산맥

겜미 고개는 발레주와 베른주 사이에서 오랫동안 매우 붐비는 루트였기 때문에 발레주의 역사에서 유명했다.
겜미 고개는 로이커바트 고개의 가장 높은 지점(2,322m)까지 연결하는 케이블카로 접근할 수 있다.
고개에서 알프스의 광활한 전경을 조망할 수 있다. 이 지역은 여름에 칸더슈테크, 아델보덴 또는 빌트슈트루벨로 가는 하이킹 코스로 유명했다. 주변에 산책로가 있고 피크닉 장소로 인기가 높은 "다우반제"라는 작은 호수 때문에 가족 단위 방문객들도 많이 방문했다.
겨울에는 이 같은 호수가 크로스컨트리 스키어들에게 이상적이지만, 스노우 슈 트레일, 썰매를 타고 내리막길을 달리거나 준비된 표지판이 있는 하이킹을 할 수도 있다.

### 토렌트
토렌트 알프스로 가는 케이블카는 해발 2,313m의 린더휘테(Rinderhütte)로 이동했다. 겨울에는 50km의 달리기를 마음대로 할 수 있는 스키어들의 천국이다.
여름에는 하이킹과 산악자전거 트레일의 거대한 네트워크를 제공했다.
발레, 프랑스 및 이탈리아 알프스의 4,000m 봉우리가 있는 린더휘테에서 바라보는 탁 트인 전망은 숨이 멎을 정도로 아름답다.

## 온천

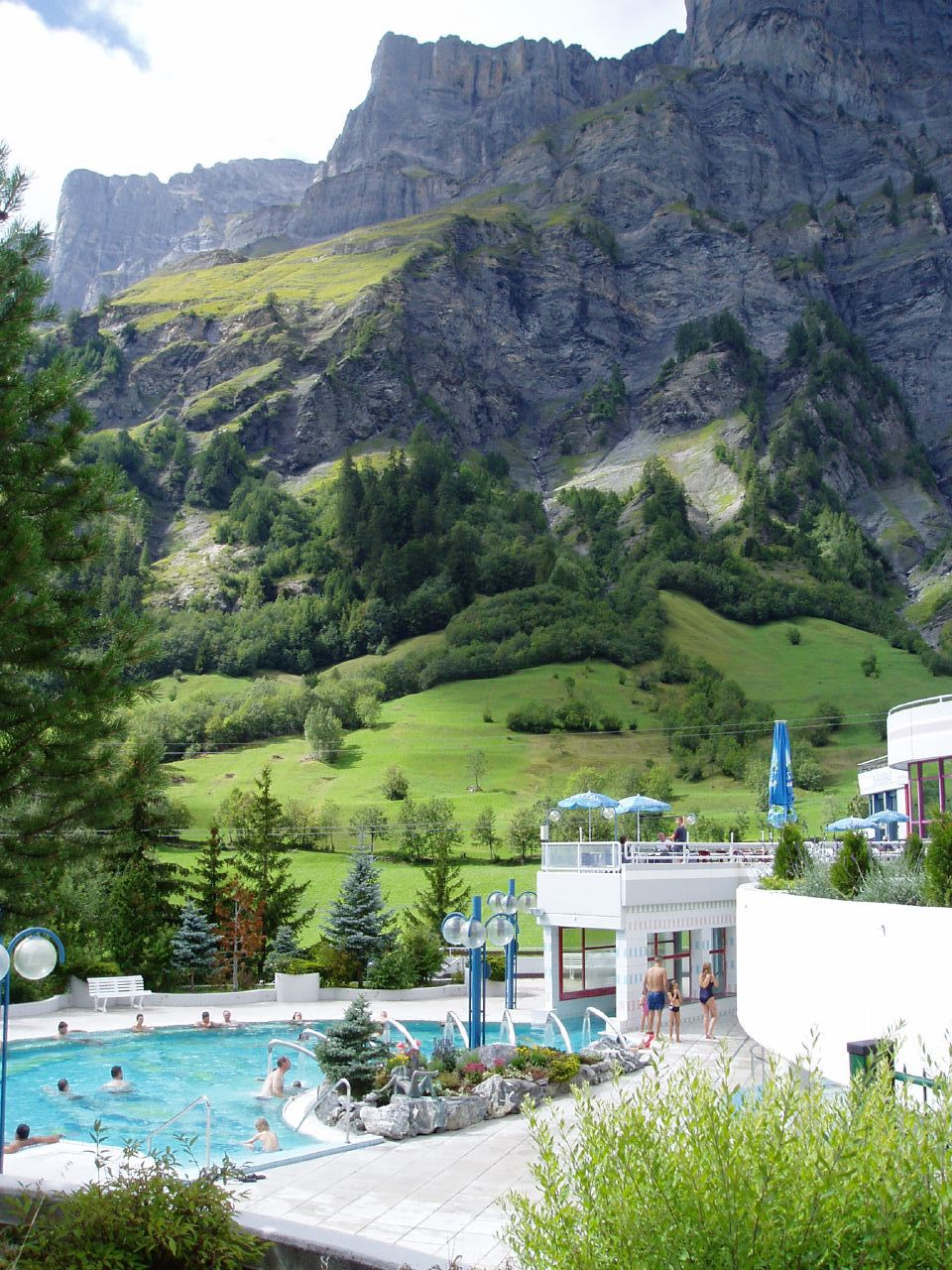
부르커바트

로이커바트 샘의 역사는 로마 시대로 거슬러 올라간다. 그때도 사람들은 이미 온천수의 치료 효과를 알고 있었다.
오늘날 390만 리터의 열수(최대 51°C)가 샘에서 흘러나와 22개의 열 풀에 공급된다. 개인 호텔, 재활 센터 및 폴크스하이바트에 있는 여러 욕탕을 마음대로 이용할 수 있지만, 가장 큰 대중탕은 로이커바트 온천(이전 부르커바트)과 발리저 알펜 온천(이전 린더너 알펜온천)이다.

## 인구통계

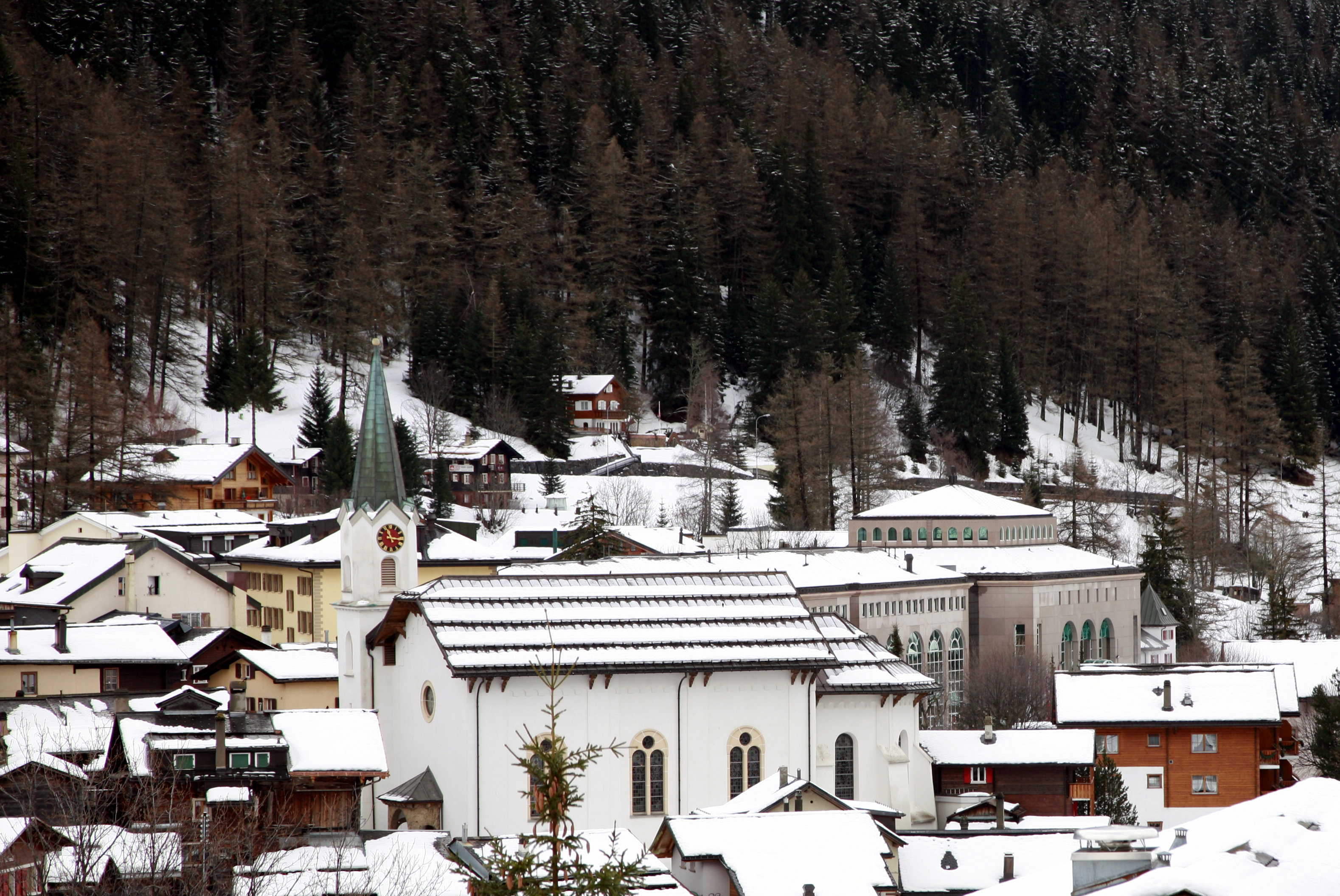
로이커바트 마을

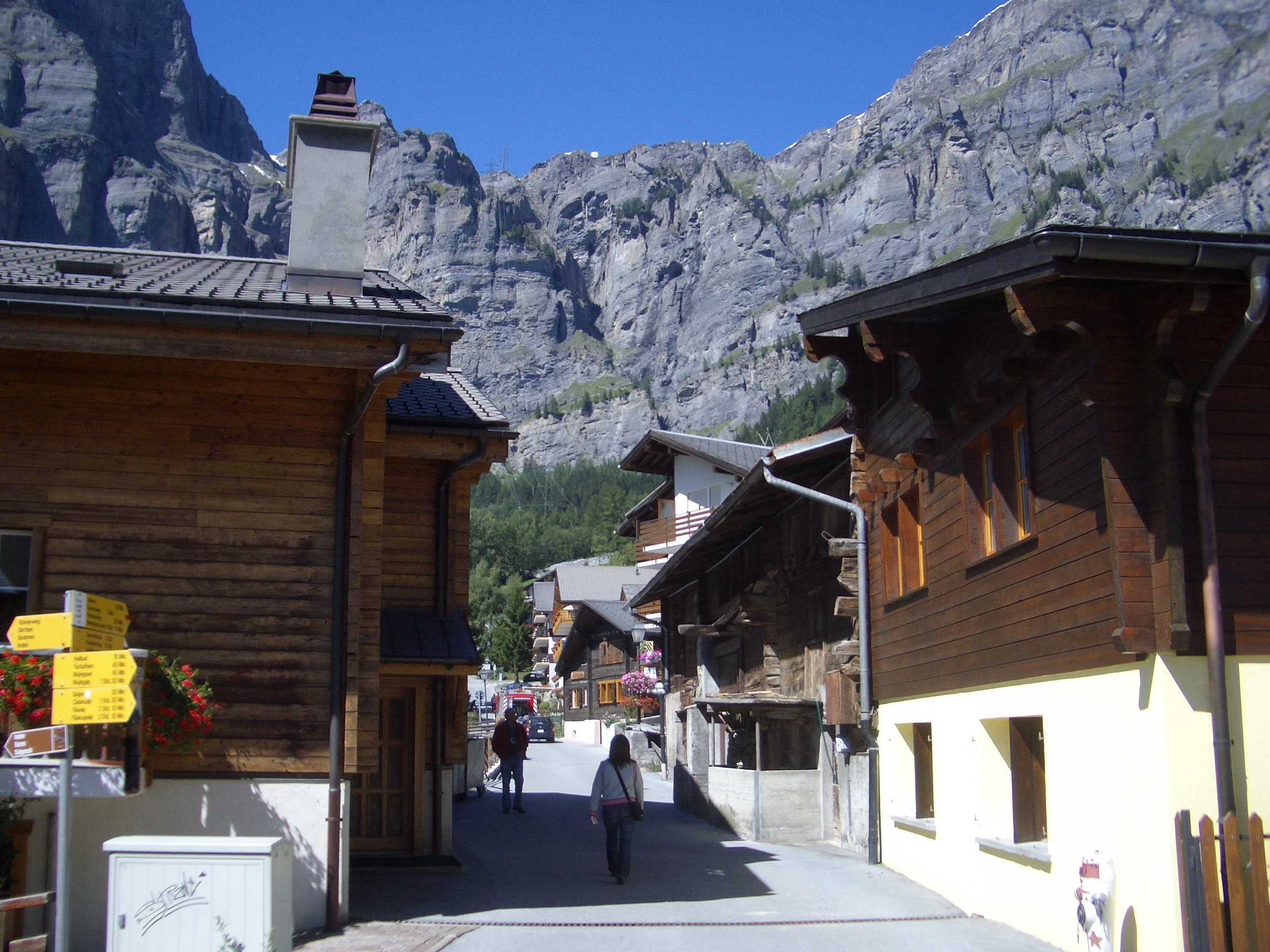
로이커바트의 거리

2020년 12월 기준, 로이커바트의 인구는 1,329명이다. 2008년 기준으로 인구의 39.5%가 거주하는 외국인이다. 1999년부터 2009년까지 지난 10년 동안 인구는 0.9%의 비율로 변화했다. 이주로 인해 -7.1%의 비율로, 출생 및 사망으로 인해 6.3%의 비율로 변경되었다.
2000년 기준, 인구 대부분인 1,185명(82.8%)이 독일어를 모국어로 사용하고, 프랑스어는 67명(4.7%)으로 두 번째로 많이 사용하고, 포르투갈어는 53명(3.7%)으로 세 번째로 사용했다. 이탈리아어를 할 줄 아는 33명과 로만슈어를 할 줄 아는 사람이 2명 있다.
2008년 기준으로 인구의 성별 분포는 남성 51.1%, 여성 48.9%이다. 인구는 471명의 스위스 남성(인구의 29.5%)과 344명(21.6%)의 브스위스계 남성으로 구성되었다. 스위스 여성은 506명(31.7%), 브스위스계 여성은 275명(17.2%)이었다. 지자체의 인구 중 567명(약 39.6%)가 로이커바트에서 태어나 2000년에 그곳에 살았다. 같은 주에서 태어난 267명(18.7%)가 있었고, 268명(18.7%)가 스위스 다른 곳에서 태어났다. 287명(20.1%)가 스위스 이외의 지역에서 태어났다.
인구의 연령분포(2000년 기준)는 아동·청소년(0~19세)이 전체 인구의 24%, 성인(20~64세)이 66.7%, 노인(64세 이상)이 9.4%를 차지한다.
2000년 기준으로 시정촌에 미혼이거나, 독신인 사람은 618명이다. 기혼자는 705명, 미망인은 63명, 이혼한 사람은 45명이었다.
2000년 기준으로 시정촌에는 568가구, 가구당 평균 2.3명이 살고 있다. 1인 가구는 199가구, 5인 이상 가구는 27가구였다. 총 627가구 중 1인 가구가 31.7%로 부모와 동거하는 성인이 3명이었다. 나머지 가구 중 자녀가 없는 기혼 부부는 139쌍, 자녀가 있는 기혼 부부는 189쌍이다. 자녀가 있는 편부모는 32명이었다. 6가구는 혈연관계가 없는 사람들로, 59가구는 일종의 기관이나 집단주택으로 구성되어 있었다.
2000년에는 총 513개 주거동 중 151호(전체의 29.4%)가 단독주택이었다. 다가구주택은 230채(44.8%), 주거용으로 주로 사용되는 다목적 건물은 52채(10.1%), 기타 용도(상업·공업)가 80채(15.6%)로 가장 많았다.
2000년에는 총 527채(전체의 18.1%)가 상설 임대되었고, 2,108채(72.5%)가 계절적 임대, 274채(9.4%)가 비어 있었다. 2009년 기준 신규주택 건설률은 인구 1,000명당 1.3세대였다..
역사적 인구는 다음 차트에 나와 있다.

## 국가중요문화제

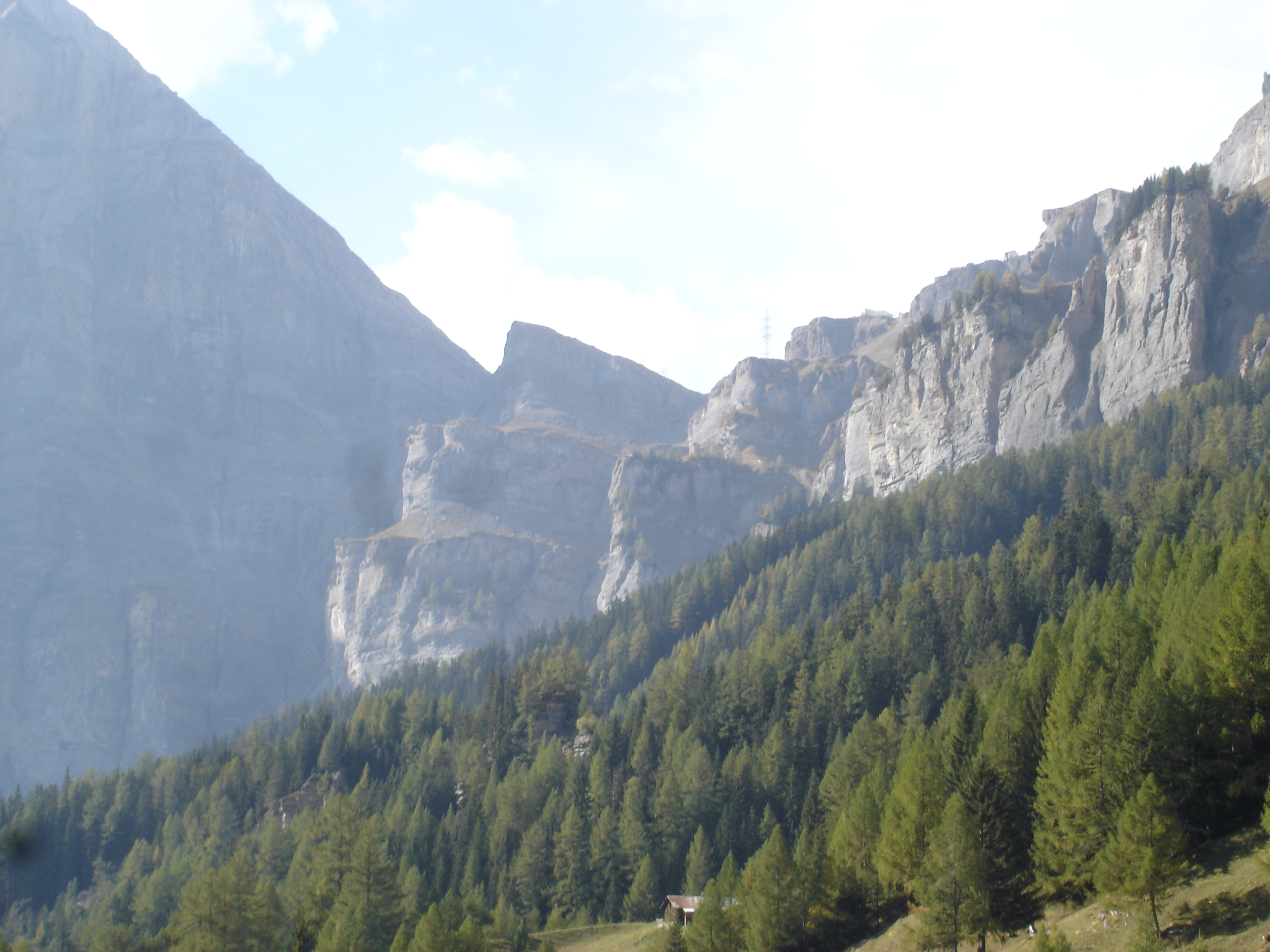
겜미 다우벤반트

겜미 다우벤반트(Gemmi Daubenwand)는 국가적으로 중요한 스위스 문화 유산으로 등록되어 있다.

## 정치
2007년 연방 선거에서 가장 인기 있는 정당은 57.46%의 득표율을 기록한 CVP였다. 다음으로 가장 인기 있는 세 정당은 SVP (23.56%), SP (12.75%), FDP (3.94%)였다. 연방 선거는 총 449표를 득표했고, 투표율은 53.3%였다.
2009년 국무원 선거에서 총 415표가 투표되었으며, 그중 21표(약 5.1%)가 무효였다. 유권자 참여율은 51.8%로 주 평균 54.67%와 비슷한 수준이다. 2007년 스위스 상원 선거에서 총 432표가 투표되었으며, 그중 14표(약 3.2%)가 무효였다. 유권자 참여율은 51.3%로 주 평균 59.88%에 크게 못 미쳤다.

## 경제
2010년 기준으로 로이커바트의 실업률은 3.1%였다. 2008년 기준으로 1차 경제 부문에 25명이 고용되어 있으며, 이 부문에 약 14개 기업이 참여하고, 있다. 56명이 2차 부문에 고용되었고, 이 부문에 15개의 기업이 있었다. 1,170명이 3차 부문에 고용되었으며, 이 부문에는 124개의 기업이 있다. 시정촌 주민은 865명으로 일정 정도 고용되었으며, 그중 여성이 전체 노동력의 50.1%를 차지하였다.
2008년에 정규직에 해당 하는 총 일자리 수는 1,102개였다. 1차 부문의 일자리 수는 13개였으며, 모두 농업에 있었다. 2차 부문의 일자리 수는 54개였으며, 그중 11개(20.4%)는 제조업, 1개는 광업, 42개(77.8%)는 건설에 종사했다. 3차 부문의 일자리는 1,035개였다. 3차 부문에서; 104개(10.0%)는 도소매 판매 또는 자동차 수리, 32개(3.1%)는 물품 이동 및 보관, 511개(49.4%)는 호텔 또는 레스토랑, 10개(1.0%)는 보험 또는 금융업이었다. 산업, 2개(0.2%)는 기술 전문가 또는 과학자, 31개(3.0%)는 교육, 182개(17.6%)는 의료 분야에 있었다.
2000년 기준으로 시정촌으로 출퇴근하는 근로자는 328명, 출퇴근 근로자는 69명이었다. 지자체는 근로자의 순수입 지자체이며, 떠날 때마다 약 4.8명의 근로자가 지자체에 들어간다. 근로 인구의 5.1%가 출퇴근을 위해 대중교통을 이용했고, 18%가 자가용을 이용했다.

## 종교
2000년 인구 조사에 따르면 1,107명(77.4%)이 로마 가톨릭 신자이고, 138명(9.6%)이 스위스 개혁 교회에 속해 있다. 나머지 인구 중 정교회 교인은 63명 (인구의 약 4.40%), 천주교 신자는 1명, 크리스찬 가톨릭 교회 신자는 9명(인구의 약 0.63%)이었다. ) 다른 기독교 교회에 속한 사람. 이슬람교는 12명(인구의 약 0.84%) 이었다. 불교가 2명 있었다. 40명(인구의 약 2.80%)이 교회에 속하지 않고, 불가지론자 또는 무신론자이다. 그리고 62명의 개인(또는 인구의 약 4.33%)이 질문에 대답하지 않았다.

## 기후
로이커바트의 연간 비 또는 눈의 평균 일수는 121.9일이며, 평균 강수량은 1,188mm이다. 가장 습한 달은 12월로 이 기간 동안 로이커바트에는 평균 130mm의 비나 눈이 내린다. 이달의 평균 강수일은 10.2일이다. 강수량이 가장 많은 달은 8월로 평균 11.4일이지만 비나 눈은 103mm에 불과했다. 일년 중 가장 건조한 달은 4월로 9.9일 동안 평균 강수량이 72mm이다.

## 교육
로이커바트에서는 인구의 약 553명(38.6%)이 의무 사항이 아닌 고등 교육 을 이수했으며, 133명(9.3%)이 추가 고등 교육( 대학 또는 응용학문대학)을 이수했다. 고등 교육을 마친 133명 중 46.6%가 스위스 남성, 29.3%가 스위스 여성, 12.8%가 비스위스계 남성, 11.3%가 비스위스계 여성이었다.
2010-2011학년도 동안 로이커바트 학교 시스템에는 총 169명의 학생이 있었다. 발레주의 교육 시스템은 어린이들이 1년 동안 의무가 아닌 유치원에 다닐 수 있도록 허용했다. 해당 학년도에는 2개의 유치원 학급(KG1 또는 KG2)과 25명의 유치원생이 있다. 주의 학교 시스템은 학생들이 6년 동안 초등학교에 다닐 것을 요구했다. 로이커바트에는 초등학교에 총 7개의 학급과 123명의 학생이 있었다. 중등 학교프로그램은 3년의 낮은 의무 교육(오리엔테이션 수업)과 3~5년의 선택적 고급 학교로 구성된다. 로이커바트에는 46명의 중학교 학생들이 다녔다. 모든 고등학교 학생들은 다른 지자체의 학교에 다녔다.
2000년 기준으로 로이커바트에는 다른 지자체에서 온 36명의 학생이 있었고, 21명의 주민들은 지자체 외부의 학교에 다녔다.

## 유명 거주자
아프리카계 미국인 작가 제임스 볼드윈(1924-1987)은 로이커바드에서 석 달 동안 살았다. 인종적 정체성에 대한 성찰과 로이커바드에 거주하는 최초의 흑인 거주자가 될 가능성이 매우 높은 볼드윈의 경험은 그의 1955년 컬렉션 Notes of a Native Son의 에세이 '마을의 낯선 사람'에 자세히 설명되어 있다.